# Національний футбольний чемпіонат (Бангладеш)
Національний футбольний чемпіонат (англ. National Football Championship) — колишня напівпрофесійна найвища футбольна ліга Бангладеш, що проводилася під егідою футбольної асоціації Бангладеш з 2000 по 2006 рік.

## Список переможців
| Сезон   | Чемпіон           |
| ------- | ----------------- |
| 2000    | «Абахані» (Дакка) |
| 2001/02 | «Мохаммедан»      |
| 2003    | «Муктиджоддха»    |
| 2004    | «Бразерс Юніон»   |
| 2005/06 | «Мохаммедан»      |